# Blahočet ztepilý

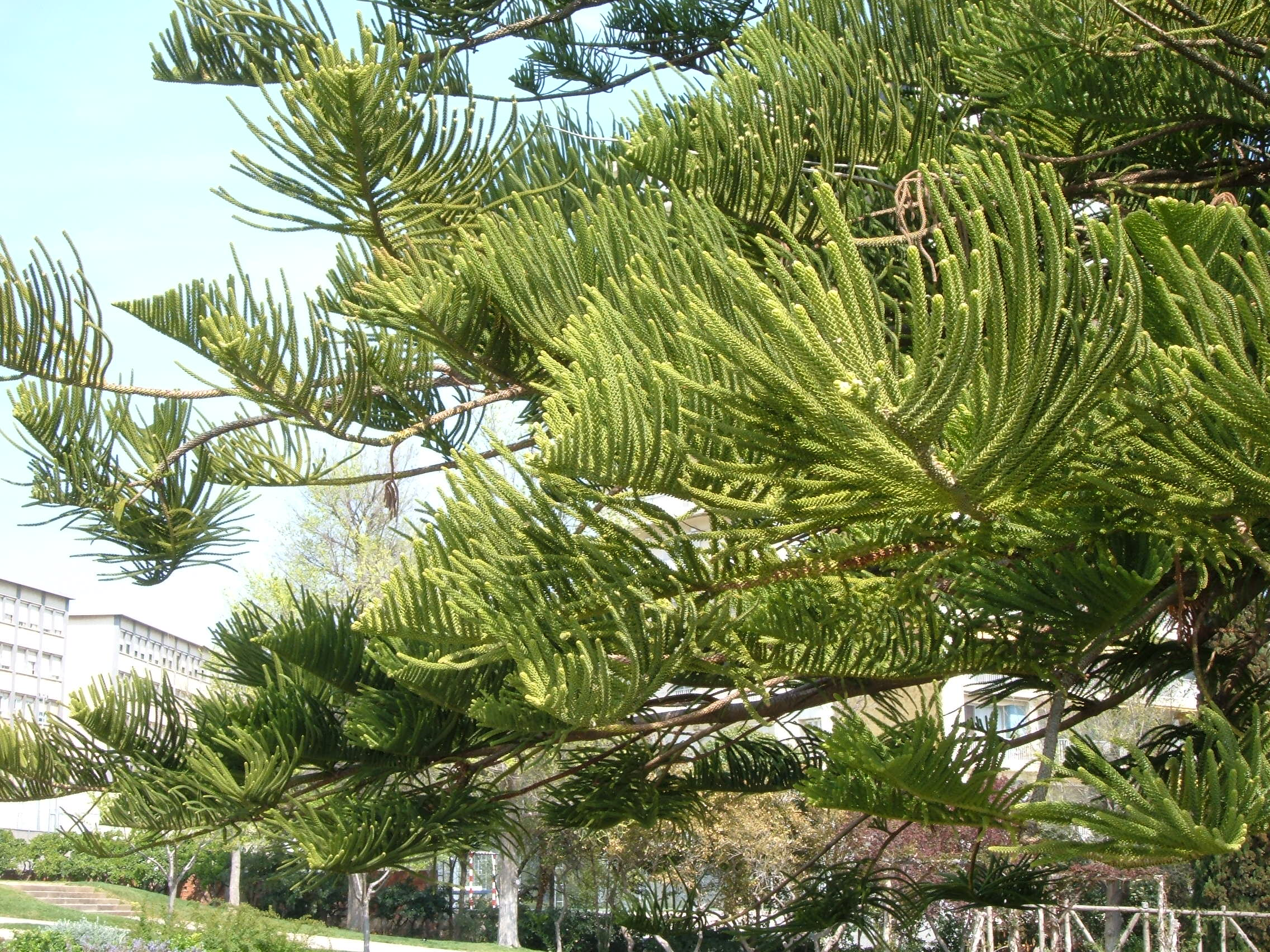
Šupinaté listy starých větví

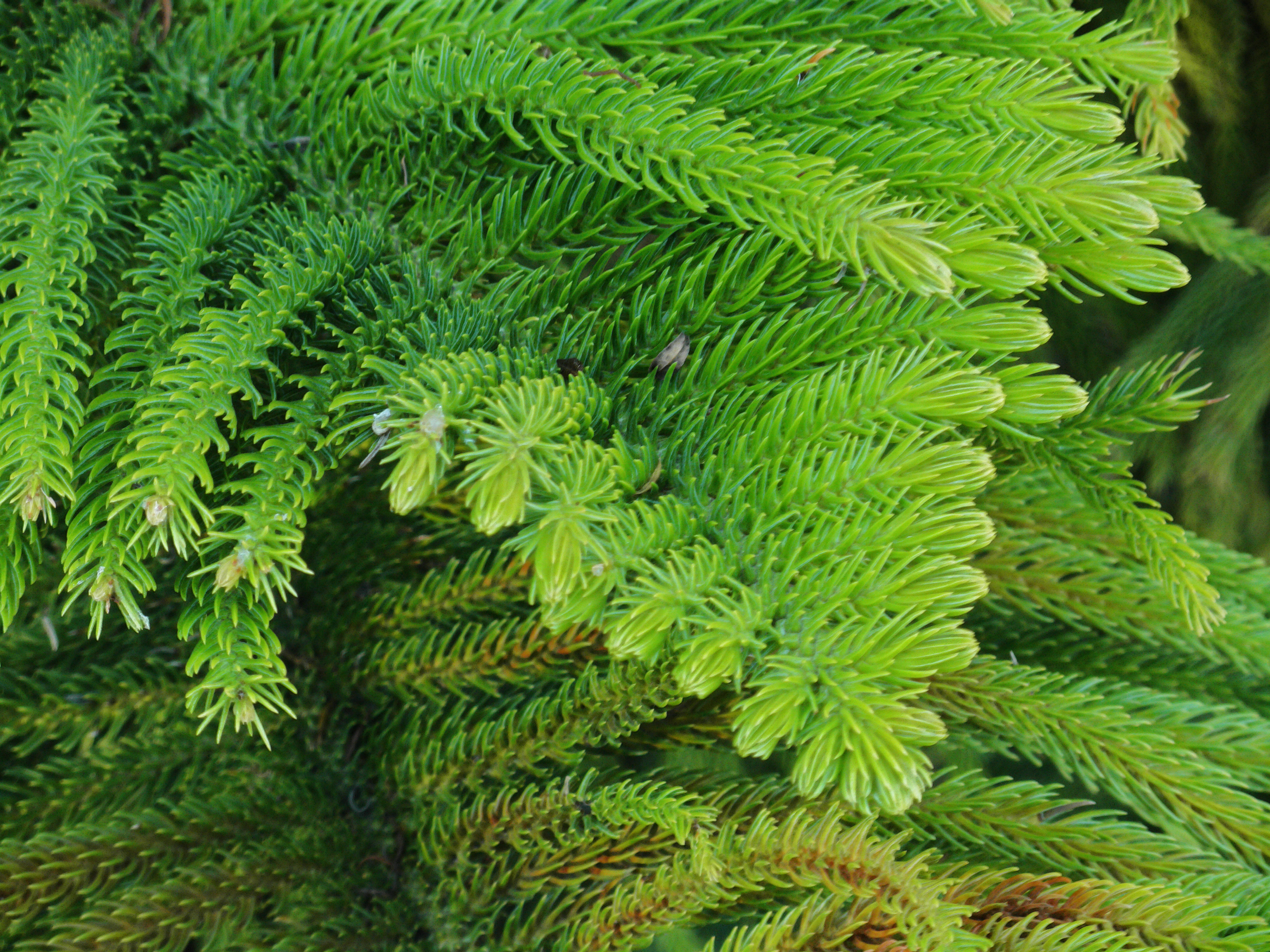
Jehlicovité listy mladých větví

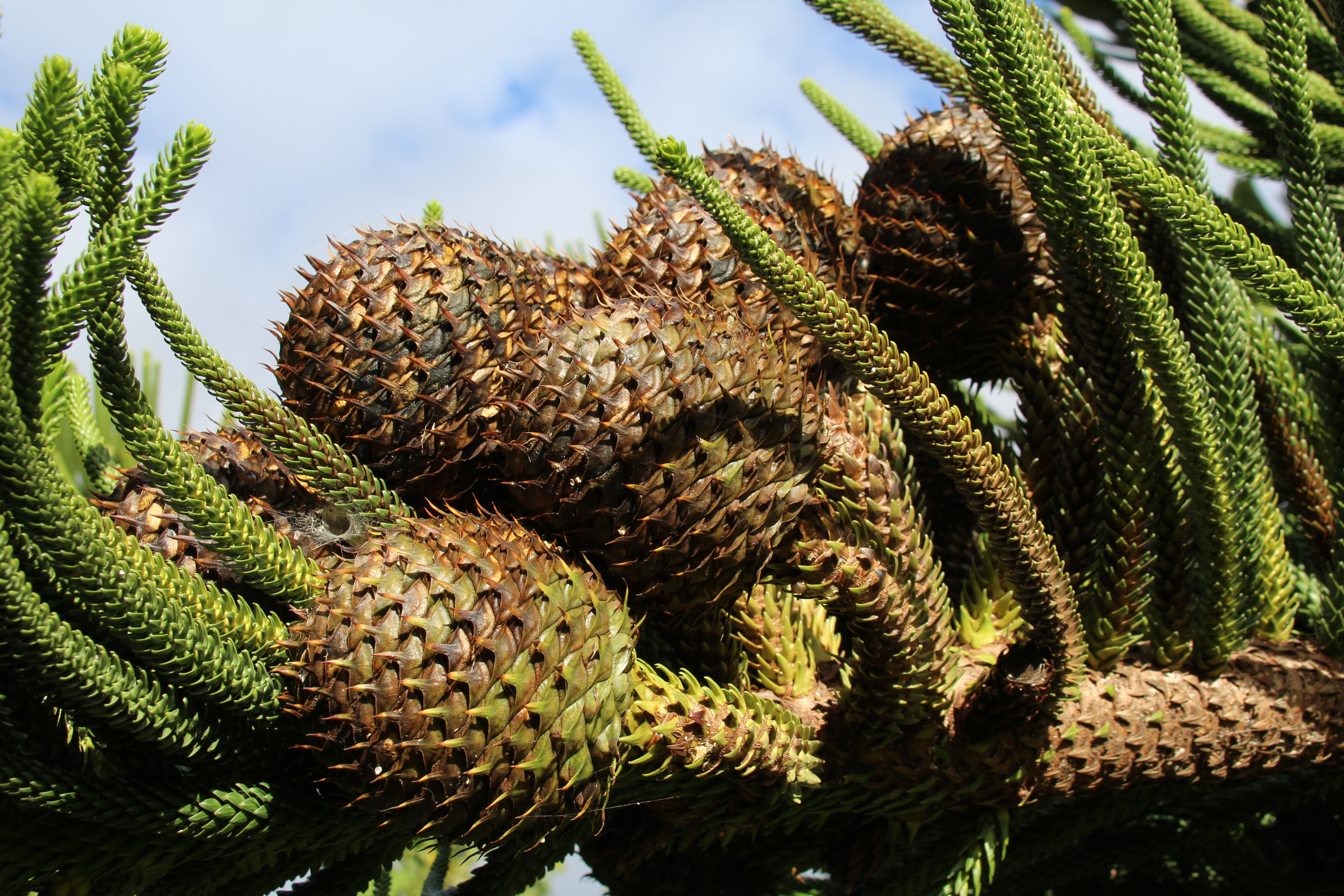
Šišky

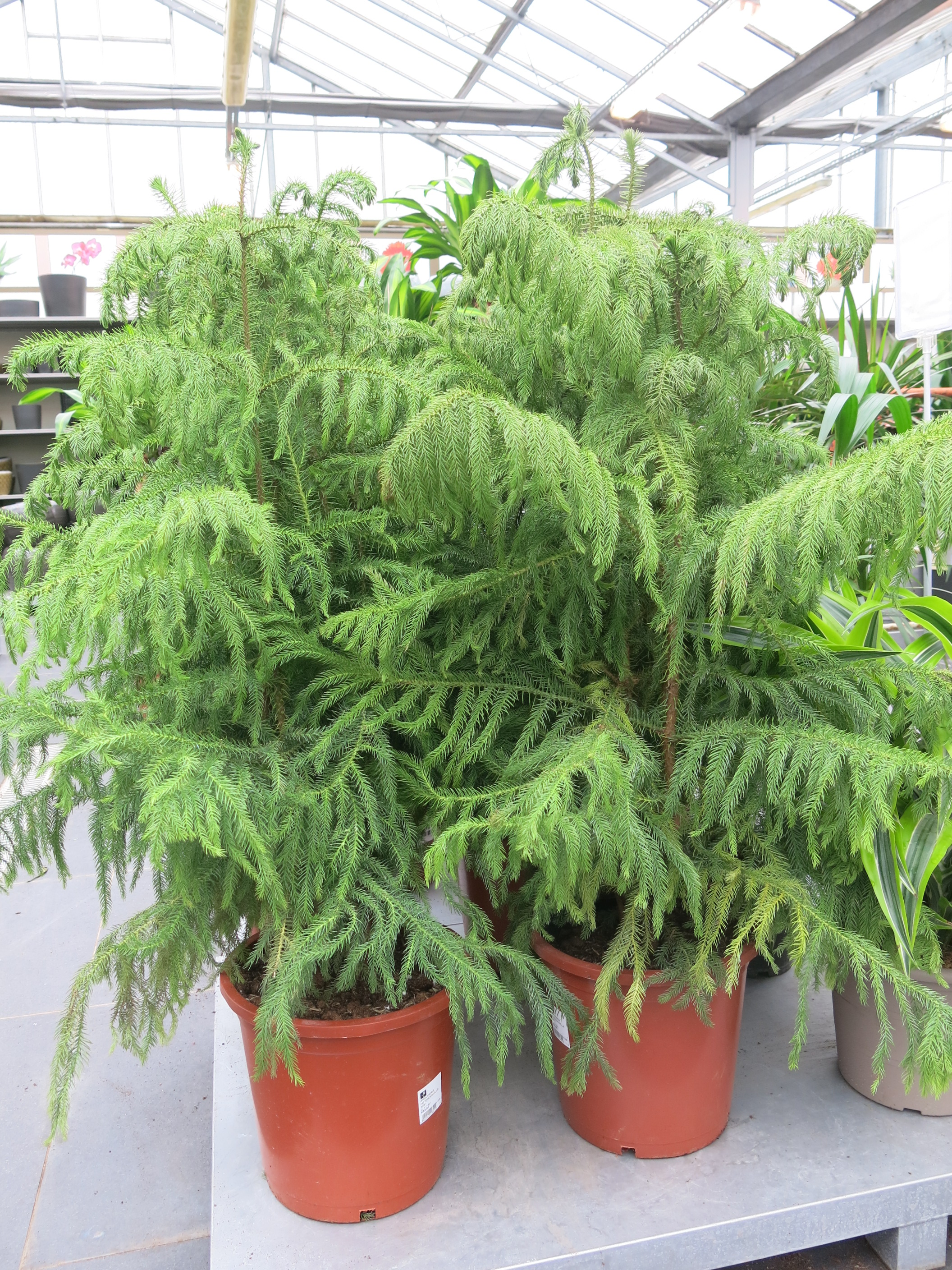
Semenáče v zahradnictví

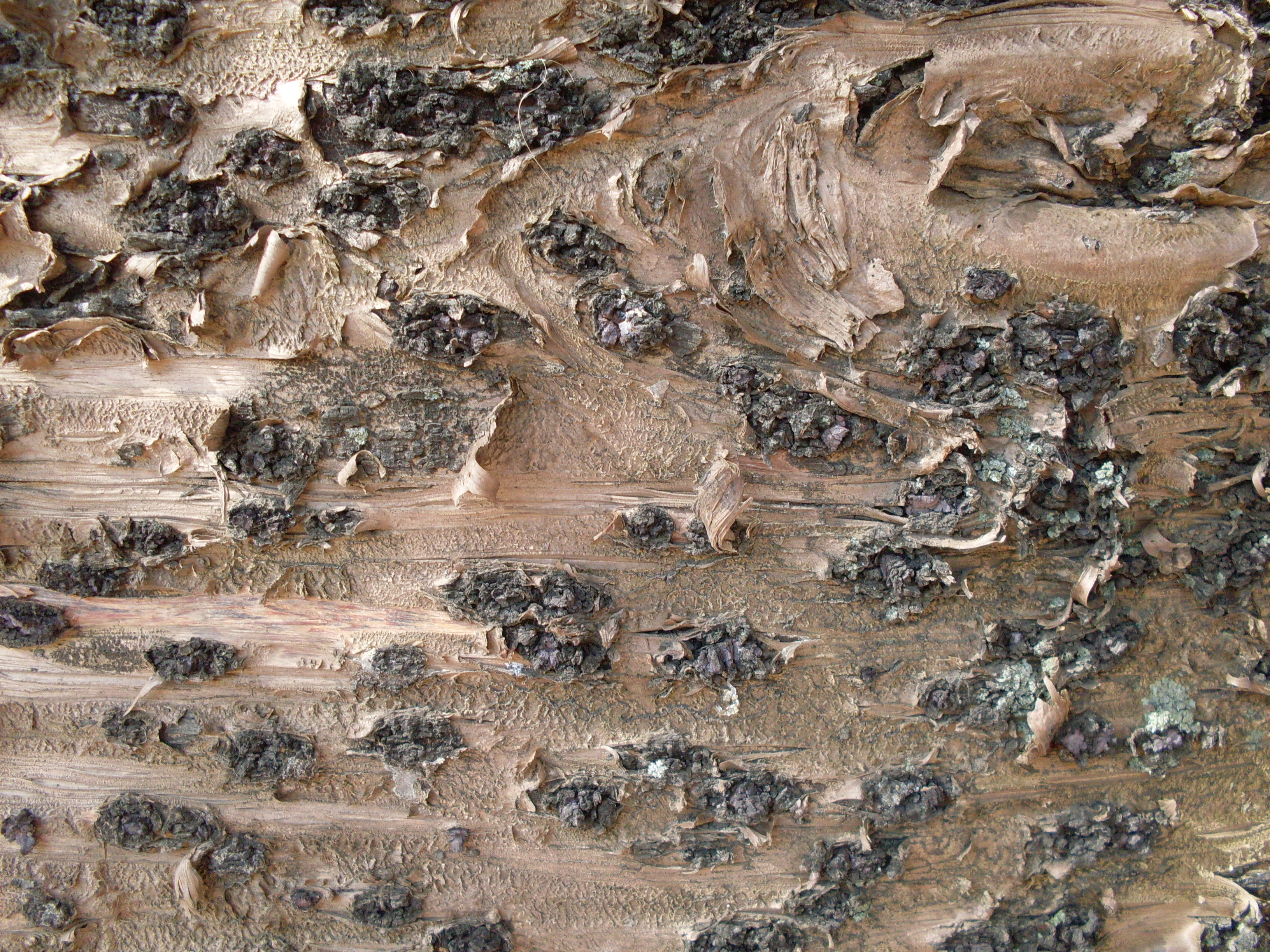
Kůra staršího kmene

Blahočet ztepilý (Araucaria heterophylla) je subtropický, stálezelený, jehličnatý, dvoudomý strom statného vzrůstu. Tato starobylá cévnatá dřevina je druhem z disjunktně rozšířené čeledi blahočetovitých, tvořené pouhými třemi rody. Je endemitem na nevelkém, v jihozápadním Pacifiku se nacházejícím ostrově Norfolk, který formálně tvoří australské vnější teritorium.

## Rozšíření
Tento ostrov, původní areál blahočetu ztepilého, se nachází 740 km severozápadně od Nového Zélandu, 750 km jižně od Nové Kaledonie a 1400 km východně od Austrálie. Přestože je od Austrálie hodně vzdálen, je s ní administrativně svázán. Teritorium Norfolk je tvořeno stejnojmenným ostrovem vulkanického původu (s plochou 35 km²) a dvěma přiléhajícími menšími ostrovy Phillip Island (1,9 km²) a Nepean Island (0,1 km²). V roce 1774, kdy ostrov Norfolk objevil anglický mořeplavec James Cook, rostl tento strom na všech třech výše zmíněných ostrovech. V současnosti na ostrově Nepean Island již vyhynul, na ostrově Phillip Island roste jen zbytková populace a ve větším počtu se vyskytuje, i když fragmentovaně, pouze na ostrově Norfolk.
V současnosti jsou všechny tři ostrovy součásti Národního parku Norfolk Island spravovaného vládou Austrálie. Na podporu ochrany je blahočet ztepilý považován Mezinárodním svazem ochrany přírody (IUCN) za zranitelný druh (VU).
Mimo svůj domovský ostrov je druhotně rozšířen hlavně v Austrálii, na Novém Zélandu, Havajských ostrovech i na jihu Spojených států amerických, kde se mladí jedinci vypěstovaní ve školkách hojně prodávají, například jako vánoční stromky.

## Ekologie
Blahočet ztepilý je silně vázán na subtropické klima, ale na půdní podmínky je poměrně nenáročný. Ve své domovině obvykle roste na kamenitých svazích s čedičovým podložím, kde vystupuje do nadmořské výšky 300 m n. m. Nevyhýbá se ani pobřežnímu písku, čímž dosvědčuje tolerantnost vůči soli a větrům. Upřednostňuje plně osluněná stanoviště s vlhkou, ale odvodněnou půdou; dobře snáší jen krátké období sucha. Nejlépe mu vyhovují jen málo kolísající průměrné teploty, letní 24 až 28 °C, zimní od 17 do 21 °C a roční průměrné srážky 1500 až 2000 mm. Potřebuje pH půdy v rozmezí 5,5 až 7,5 a průběžně velkou vlhkost vzduchu. Ve středoevropských podmínkách nepřezimuje, pouhý pokles teploty k 0 °C jej vážně poškodí, ve vlhkém a teplém Středomoří se mu ale daří dobře. Aby vyrostl jedinec s pravidelně formovanou korunou, potřebuje osvětlení ze všech stran. Pro zisk semen je nutno pěstovat samčí i samičí jedince.

## Popis
Strom vyrůstající do výšky skoro 50 m má rovný, dlouhý, šedě hnědý kmen o průměru 1,2 až 1,7 m. Kuželovitá koruna je tvořena větvemi směřujícími vodorovně či slabě šikmo vzhůru a uspořádanými v pravidelných čtyř až sedmičetných přeslenech, větévky jsou horizontálně odstálé nebo převisající. Jehlicovité listy vyrůstají ve spirále a jsou vícetvaré. Na mladých větvích vyrůstají řidčeji, bývají 10 až 15 mm dlouhé a 1 mm široké, jsou šídlovité, srpovitě nahoru zahnuté, zbarvené světle zeleně a zespodu namodralé. Na starších semenných větvích v horní části koruny nejsou hustě vyrůstající listy jehlicovité, nýbrž překrývají se šupinovitě, jsou trojúhle vejčité, na bázi nejširší a na vrcholu špičaté, obvykle 6 mm dlouhé a 5 mm široké.
Na vrcholu stromu vyrůstají jednotlivě nebo ve shlucích samčí šištice okolo 4 cm dlouhé, které mají žlutohnědé až načervenalé, po okraji brvité a na vrcholu špičaté šupiny (mikrosporofyly); šištice po vyprášení pylu opadají. Naopak jednotlivě rostoucí samičí šištice jsou téměř kulovitého tvaru, s poněkud větší délkou než šířkou; bývají dlouhé 10 až 12 cm a široké 12 až 15 cm. Jejich semenné šupiny jsou trojúhelníkovité a podpůrné šupiny dlouhé a zakřivené. Pyl ze samčích šištic na ty samičí přenáší vítr, po uzrání semen se šišky rozpadají. Semeno je elipsoidní, slabě zploštělé, dlouhé až 3 cm a široké asi 1 cm a má široké postranní křídlo. Stromy plodí každoročně, ale asi ve čtyřletých intervalech bývá semen mnohem více. Samičí stromy vytvářejí šištice na stromech obvykle starších 15 let a samčí až ve stáří 40 roků. Semena jsou jedlá a bývají oblíbenou potravou lidí, ptáků i hlodavců.
Nejvyšší strom pravděpodobně roste na Novém Zélandu, je vysoký 53 m a má výčetní tloušťku 317 cm, následuje strom na Havaji vysoký 52 m a tlustý 136 cm. Mezi nejmohutnější se dále počítá strom na ostrově Norfolk vysoký 43 m, tlustý 270 cm a starý 170 let a v Austrálii vysoký 43 m, tlustý 220 cm a starý 140 let.

## Rozmnožování
Vegetativně lze stromy tohoto druhu rozmnožovat vrcholovými řízky odebranými od vrcholu po druhé patro; z řízků nižších postranních větví nevyroste strom, ale vějířově rozložitá dřevina. Generativně se množí čerstvě vypadlými semeny, která ve vlhké půdě za jeden až dva měsíce vyklíčí až čtyřmi klíčky. Pro poměrně slabý kořen je vhodné semenáč umístit na trvalé stanoviště co nejdříve.

## Využití
Blahočet ztepilý je pro svůj symetrický vzhled dost populární a vysazuje se do zahrad a podél cest jako okrasná dřevina, v chladnějších podmínkách se pěstuje jako pokojová rostlina. Žádaný symetrický habitus docílíme jen na volném, ze všech stran osvětleném stanovišti, které lze mimo volnou přírodu vytvořit v zimní zahradě nebo v dobře osvětlené hale. Špatně roste v koutě místnosti, ohýbá se za světlem a větve vyrůstají nepravidelně. Sází se do lehké, propustné, výživné půdy a zalévá měkkou vodou. 
Vzduch s malým obsahem vlhkosti způsobuje opad listů. V letním období lze rostlinu umístit ven do mírného polostínu, v zimě nutno udržet teplotu mírně nad +10 °C a omezit zálivku.